# Markus Haaland
Pour les articles homonymes, voir Haaland.
Markus Haaland, né le 8 mars 2005 à Bergen, est un footballeur norvégien qui évolue au poste d'attaquant au SK Brann.

## Biographie

### Carrière en club
Né à Bergen en Norvège, Markus Haaland est formé par le SK Brann,, club dont il est supporteur depuis son enfance et où il commence sa carrière professionnelle en championnat de Norvège. Il joue son premier match avec l'équipe première du club le 18 mai 2022,  entrant en jeu et marquant déjà son premier but lors d'une victoire 7–0 en coupe contre le FBK Voss,.
S'illustrant ensuite surtout avec l'équipe reserve du club, il signe son premier contrat professionnel le 23 août 2024,, avant de faire ses débuts en championnat cette année, continuant ensuite à gagner en temps de jeu avec l'équipe première la saison suivante,,.
Le 30 juillet 2025, il joue son premier match de Ligue des champions, entrant en jeu lors du match de qualification du SK Brann à l'extérieur contre le RB Salzbourg (qui se termine sur un score de parité 1-1),.

### Carrière en sélection
Markus Haaland est international norvégien junior jusqu'à l'équipe des moins de 20 ans à partir de mars 2025.

## Palmarès
SK Brann
- Championnat de Norvège
  - Vice-champion en 2025